# Sunnfjord
Sunnfjord er et område i Vestland fylke i Norge, og er det midterste af de tre  fogderiene i det tidligere fylke Sogn og Fjordane. Det omfatter kommunerne rundt om  Sunnfjorden (Førdefjorden) og indover. Området er større end Sunnfjord kommune som blev oprettet i 2020. Det tidligere Sogn og Fjordane fylke bestod af de tre dele Nordfjord, Sunnfjord og Sogn.
Sunnfjord består af kommunerne Askvoll, Fjaler, den sydlige del af Kinn (tidligere Flora kommune), samt  de fire kommuner  Førde, Gaular, Jølster og Naustdal, der fra 2020 blev lagt sammen til Sunnfjord kommune. Byerne Florø og Førde ligger i Sunnfjord.
Sunnfjord er også et provsti og et tingsretsdistrikt i Vestland fylke. Provstiet ligger i Bjørgvin Stift  og omfatter kommunerne Askvoll, Fjaler, Sunnfjord og Kinn.

## Natur
Uden for fastlandet, i Ytre Sunnfjord, ligger en række øer, størst er Bremangerlandet helt i nord. Dette havområde har talrige småøer og skær. Her ligger Stabben fyr, Kinnesund fyr, Ytterøyane fyr og mange flere som alle er erstattet af automatiske fyrlygter.
Sunnfjord er opspaltet af en række vest–østgående trange, til dels krogede fjorde som er klart kortere end i Sogn i syd og Nordfjord i nord. De vigtigste er fra nord:
- Gulen med tre armer, Nordgulen, Midtgulen og Sørgulen
- Botnafjorden/Norddalsfjorden
- Solheimsfjorden som leder ind til Eikefjorden
- Høydalsfjorden
- Førdefjorden
- Stongfjorden
- Vilnesfjorden/Dalsfjorden

De fleste af fjordene afløses af vest–østgående dale indenfor, mange af dem med store søer.
I øst når Sunnfjord til Jostedalsbreen. Både her og på Myklebustbreen længere mod vest når fjeldene over 1.800 meter over havet.